# Gustaf V của Thụy Điển
Gustaf V của Thụy Điển (Oscar Gustaf Adolf, sinh ngày 16 tháng 6 năm 1858 - băng hà ngày 29 tháng 10 năm 1950) là vua của Thụy Điển từ năm 1907. Ông là con trai cả của vua Oscar II của Thụy Điển và Sophia, Vương hậu Thụy Điển, em gái cùng cha khác mẹ của Adolphe của Luxembourg. Trị vì sau khi cha ông là Oscar II băng hà vào năm 1907 cho đến khi ông băng hà 43 năm sau đó, ông giữ kỷ lục là vị vua cao tuổi nhất của Thụy Điển và có thời gian trị vì dài thứ nhì sau Magnus IV, là người có thời gian trị vì dài nhất khi đã là người trưởng thành. Ông cũng là vị vua cuối cùng của Thụy Điển có quyền lực chính trị thực tế, và tầm quan trọng chính trị của nền quân chủ của Thụy Điển chủ yếu đã mất đi cùng với cái chết của ông, mặc dù đặc quyền của nó đã được chính thức bãi bỏ chỉ với việc ban hành lại hiến pháp Thụy Điển vào năm 1974.
Lên ngôi vào năm 1907, triều đại đầu tiên của ông đã nhìn thấy sự gia tăng của việc cai trị nghị viện ở Thụy Điển, mặc dù việc dẫn đến chiến tranh thế giới thứ nhất đã giúp ông giành quyền phủ đầu trong việc lật đổ Thủ tướng Karl Staaff vào năm 1914, thay thế thủ tướng băng nhân vật bù nhìn Hjalmar Hammarskjöld của mình (cha Dag Hammarskjöld) cho hầu hết các cuộc chiến tranh. Tuy nhiên, sau khi các đảng Tự Do và đảng Dân chủ xã hội bảo đảm đa số trong quốc hội dưới thời người kế vị Staaff, Nils Eden, ông cho phép Eden hình thành một chính phủ mới mà trên thực tế đã tước các chế độ quân chủ của tất cả các quyền hạn ảo và ban hành chế độ phổ thông đầu phiếu và bình đẳng, kể cả đối với phụ nữ, vào năm 1919. Chấp nhận đầy đủ các nguyên tắc dân chủ nghị viện, ông vẫn là một người không có quyền lực trong thời gian còn lại 31 năm cai trị mình, mặc dù không phải là hoàn toàn không có ảnh hưởng - trong Thế chiến II, ông bị cáo buộc đã kêu gọi chính phủ hiệp Albin Hansson của chấp nhận các yêu cầu từ Đức Quốc xã để hỗ trợ hậu cần, từ chối mà có thể đã gây nên một cuộc xâm lược. Điều này vẫn còn gây tranh cãi cho đến nay.